# Dobrianka (obwód chersońśki)
Dobrianka (ukr. Добрянка) – wieś na Ukrainie, w obwodzie chersońskim, w rejonie berysławskim. W 2001 liczyła 149 mieszkańców.